# Janus Pannonius

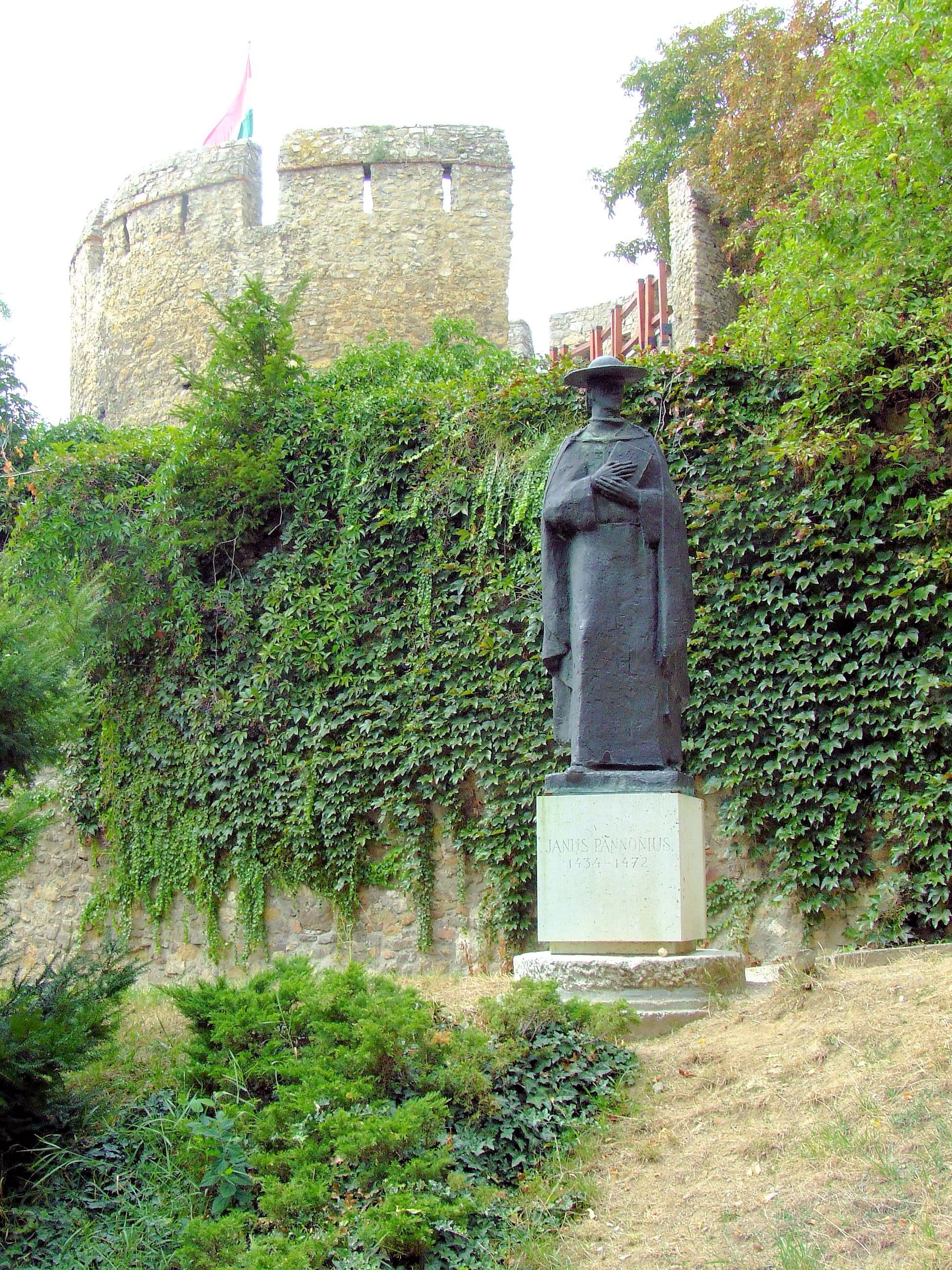
Janus Pannonius

Janus Pannonius (Kesinci of Čazma, 29 augustus 1434 - bij Zagreb / Zágráb, 27 maart 1472) was een Kroatisch-Hongaars humanist, Neolatijns dichter, diplomaat en bisschop van Pécs.

## Leven
Pannonius bracht de meeste van de dertien laatste jaren van zijn leven door in Hongarije. De Hongaren claimen hem als hun grootste Latijnse dichter. Het meeste van wat we weten van zijn leven is afkomstig van autobiografische verwijzingen in zijn poëzie, een paar herinneringen van vrienden en de gegevens bij de rechtbank.

### Jeugd in Hongarije en Italië
Pannonius werd misschien in het dorp Chesmicze geboren, maar er zijn meer aanwijzingen dat hij in het dorp Kensince geboren werd, wat op de plek lag waar de rivieren de Donau en de Drau (Hongaars: Dráva) samenkomen. Dit is tegenwoordig dicht bij de Kroatisch-Hongaarse grens, in Baranya. Er is onzekerheid of hij van huis uit Hongaars of Kroatisch sprak. Zijn geboortestreek behoorde op dat moment bij het koninkrijk Hongarije, maar Janus nam de oudere Romeinse naam van zijn land, Pannonië, aan en noemde zich Pannonius; slechts één keer noemt hij zichzelf Hongaar. 
Zijn vader, volgens sommigen een timmerman, stierf toen Janus zes was en zijn moeder Barbara bleef achter met drie jongens en een meisje. Zij was de zus van Johannes Vitéz, wiens bijnaam, de Zredna, een Slavische afkomst doet vermoeden. Het was deze oom die veel invloed uitoefende op Janus’ leven. Waarschijnlijk behoorde de familie tot de lagere, niet al te rijke adel in Hongarije, aangezien hij van deze oom afhankelijk was voor zijn educatie. Allereerst zond Vitéz hem op dertienjarige leeftijd naar school in Italië, waar hij van 1447 tot 1454 studeerde te Ferrara bij Guarino da Verona. Johannes Vitéz had namelijk besloten dat Janus een echte humanist moest worden, iemand die een volledige ‘moderne’ opleiding kreeg, iets waartoe hij zelf geen kans had gehad. Guarino’s school in Ferrara was algemeen bekend en werd Vitéz aangeraden door een bevriende humanist, Pier Paolo Vergerio. Ferrara was naast Florence het centrum van nieuwe literaire trends en van een actief stedelijk politiek leven. Dat hij alleen naar Ferrara kwam voor Guarino en zijn school schrijft Janus in epigram 192 Ad Leonellum.
Hij kreeg in Ferrara onder meer les in Latijn, Grieks, retorica, en blonk al op jonge leeftijd uit in het dichten van Latijnse verzen. Hij werd in de zeven jaren, die voor hem gouden jaren waren, een beroemd man op de school, waar zijn naam nog jaren na zijn vertrek circuleerde.  
De fundamenten van Pannonius' schrijfstijl lagen bij zijn leermeester Guarino, zoals hij zelf zegt in epigram 152 Ad Guarinum. Zijn favoriete vorm, het satirische epigram, had Guarino hem volgens eigen zeggen niet geleerd, maar Pannonius zegt dat hij hem de dingen heeft geleerd die ertoe leidden dat hij in staat was deze epigrammen te schrijven. Waarschijnlijk veranderde hij zijn naam nog voor zijn eerste publicatie van Ioannes in Janus, te lezen in epigram 155 De immutatione sui nominis. Verder koos hij een dichter uit de oudheid als een soort literair model, namelijk de epigrammenschrijver Martialis. Ook werd hij het meest succesvol met zijn epigrammen en in zijn tijd in Ferrara schreef hij er enorm veel. Overigens was Martialis niet een alledaagse schrijver om te kiezen: in zijn tijd werd hij niet vaak geïmiteerd. 
Op de school van Guarino maakte Pannonius ook kennis met de humanistische denkwijze over de mens: hij leerde om het unieke van ieder individu en zijn intrinsieke waarden te waarderen en hij geloofde in de belangrijke rol van educatie voor de ontwikkeling van het menselijk karakter en de impact ervan op de wereld. Uit zijn lofdicht op Guarino blijkt verder hoe erg Pannonius zijn leermeester respecteerde en bewonderde om zijn kwaliteiten als geleerde en als mens. Tijdens zijn studietijd al bleek Pannonius een geboren netwerker: hij schreef naar grote dichters uit zijn tijd, zoals Enea Silvio Piccolomini en Tito Vespasiano Strozzi, en zorgde ervoor dat hij snel bekend en gewaardeerd werd in de literaire wereld. Hij was een goede dichter, maar geen literaire criticus: in zijn geval is er geen sprake van een ontwikkeld kritisch apparaat en bij dit onderwerp spreidt hij ook geen wetenschappelijke denkwijze of systematiek ten toon. 
Pannonius nam de poëzie ernstig, maar deed toch vaak alsof het niet meer dan een spelletje was. Verder zijn persoonlijke gevoelens en literaire smaak onafscheidelijk in zijn werk. De grootste misdaad die een dichter, volgens Pannonius, kon begaan, was dichten zonder talent of zonder iets te zeggen te hebben. Hij was dan ook intolerant ten opzichte van dichters zonder of met weinig talent. Hij was niet tegen het kopiëren van werk van anderen, maar vooral tegen het kopiëren zonder eigen toevoegingen, het gebrek aan originaliteit. 

### Terug naar Hongarije
Na zijn studie in Ferrara bezocht hij Rome en Florence en studeerde hij van 1454 tot 1458 canoniek recht aan de Universiteit van Padua, waarschijnlijk op verzoek van zijn oom. Hij zei vaarwel tegen de literatuur en nam zijn studie erg serieus. In 1458 studeerde hij af en kreeg de titel doctor iuris canonici. Hij keerde terug naar Hongarije en begon daar zijn carrière bij de rechtbank. Hij ging waarschijnlijk eerst naar Várad, waar hem de administratie van zijn ooms bisschopsgebied werd toevertrouwd. In hetzelfde jaar werd hij aangesteld als rechter aan het persoonlijk hof van de koning van in 1459 en werkte hij voor de kanselarij van de koningin. 
Omdat de koning en zijn oom hem aan het hof wilden hebben, verliet hij Várad en zij zorgden ervoor dat hij bisschop werd van Pécs (Quinqueecclesiae) in 1461. Hoewel hij een paar jaar had moeten wachten op zijn consecratie, omdat de paus hem eerst te jong vond en hem alleen administratieve taken liet verrichten, hield hij dit ambt de rest van zijn leven. Het is misschien verrassend dat Pannonius, als bisschop, nooit religieuze poëzie heeft geschreven, maar juist wel allerlei erotische epigrammen. 
Pannonius verkeerde in die tijd veel aan het hof van Matthias Corvinus. Hij had er een adviserende rol en werkte voor de kanselarij. In dienst van koning Matthias heeft hij tweemaal deelgenomen aan een veldtocht tegen de Ottomanen (waarin hij overigens vermoedelijk niet aan de daadwerkelijke strijd deelnam). Hoewel de relatie tussen Pannonius en de koning nooit die van cliënt en patroon was, is het belangrijk om Janus' werk te bekijken met oog op de rol van Matthias hierin. 
Pannonius liet zijn inmiddels bejaarde moeder overkomen naar Pécs. In Pécs zette hij geen grote bouwprojecten op touw, zoals zijn oom deed in andere steden, maar hij liet wel één toren bouwen, waarschijnlijk om zelf astronomische observaties te kunnen doen. Dit gebouw bestaat nog en tegenwoordig is het een bewaarplaats voor archieven. Verder leek Pannonius niet erg begaan met de stad Pécs en toonde hij geen bijzondere belangstelling voor de kathedraal. Ondertussen ging hij in Pécs verder met zijn dichtwerk, maar uit zijn poëzie bleek hoe geïsoleerd hij zich voelde in Hongarije. Het was niet zonder reden dat Guarino gente Pannonius, Italicus moribus (qua afkomst Hongaars, qua gebruiken Italisch) over hem zei. 
Zijn jeugd was Pannonius’ beste tijd geweest, want de eenzaamheid in Hongarije en de barbaarse omstandigheden kwamen te tonele en waren voor hem grotendeels een excuus voor zijn oprakende poëtische inspiratie. Ook zijn gezondheid werd slecht: zijn eerste gedicht over koorts in het kamp is uit 1464, maar in 1458 raakte hij al ernstig ziek toen hij met koning Matthias op veldtocht was. Toen zijn gezondheid weer stabiel was, bleef hij depressief en zijn moeders dood in 1463 raakte hem hard.
In 1465 was hij namens de koning en samen met zijn oom, een van de grondleggers van de toen in het westen van Hongarije gelegen Universitas Istropolitana in Pozsony. Deze middeleeuwse universiteit was de derde binnen dat koninkrijk en de vierde als we het daarmee in personele unie verbonden Koninkrijk Kroatië mee tellen. Vervolgens werd hij in datzelfde jaar als diplomaat naar Italië gestuurd. Hij moest bij verschillende staten, waaronder ook bij paus Paulus II, om geldelijke steun vragen in de strijd tegen de Ottomanen, maar slaagde nauwelijks in zijn missie. Hierna veranderde de houding van Matthias tegenover Pannonius drastisch: van vriendschappelijke omgang was geen sprake meer en een andere bisschop, Beckensloer, nam zijn plaats als vertrouweling van de koning in. Wat de aanleiding was voor de plotse omslag van Mattias, is een raadsel. In 1470 nam Janus deel aan een opstand tegen koning Matthias, die door zijn oom Johannes Vitéz was begonnen. Hierdoor raakten zij hun voorrangspositie bij de koning kwijt, omdat hij meer waarde hechtte aan raadgevers die meer in waren voor zijn Europese plannen. Zijn oom werd gevangengenomen. Daarna keerde de koning zich tegen Pannonius. Die vluchtte, eerst naar zijn bisdom in Pécs, en vandaar naar Italië. Hij stierf onderweg naar Venetië in een klein kasteel vlak bij Zagreb aan de gevolgen van tuberculose. Hij werd in Zagreb/Zágráb begraven en misschien later overgebracht naar zijn kathedraal in Pécs.

## Pannonius' werk
Als hij langer had geleefd, en geen problemen had gehad met de koning, zouden zijn gedichten misschien al gepubliceerd zijn tijdens zijn leven. Er is namelijk bewijs dat hij rond 1470 was begonnen met het maken van definitieve edities. Zijn werk bestaat voornamelijk uit Latijnse poëzie: vier panegyrici, waarvan de bekendste één aan Guarino da Verona (Silva panegyrica ad Guarinum). Daarnaast zijn er thans nog dertig elegieën en ongeveer vierhonderd epigrammen bekend, waarvan het auteurschap echter niet altijd volledig zeker is. Verder vertaalde hij Griekse teksten naar het Latijn, en zijn er documenten die hij voor de kanselarij aan het hof schreef. Zijn Annales, een historisch epos, is niet bewaard gebleven.
Er is geen vastgesteld corpus van zijn werk. Na de dood van Matthias in 1490 heeft het ongeveerd vijftien jaar geduurd totdat Stefan Brodarisch probeerde een collectie van zijn gedichten te laten publiceren in Venetië door Aldo Manuzio. Deze publicatie kwam er niet, maar er was toch een grote vraag naar het werk. In 1512 kwam er een editie uit in Wenen. Deze was gemaakt door Paulus Crosnensis en daarin was de lofrede van Pannonius op zijn leermeester Guarino opgenomen. Deze werd in 1513 gevolgd door een andere editie van hetzelfde gedicht, door Sebastian Magyi in Bologna. Er zijn in die periode van 1512 tot 1523 negen verschillende edities van werken van Pannonius bekend, maar de belangrijkste was Beatus Rhenanus’ editie van de lofrede op Guarino en een paar epigrammen, gedrukt door Froben in Bazel in 1518. Dit werk was opgedragen aan Jakob Sturm uit Strassburg en werd groots verspreid onder Cerman en Nederlandse humanisten, waaronder ook Erasmus, wiens lof op Pannonius ervoor zorgde dat zijn werk bekend werd in heel Europa. 
Pannonius werd steeds toegankelijker voor geleerden van alle nationaliteiten, wier medium het Latijn was tot het eind van de achttiende eeuw. Een meer recente studie door Lázló Mezey heeft zijn invloed in de zestiende eeuw achterhaald. Het schijnt bijvoorbeeld dat Rabelais zijn werken kende en misschien van hem de uitdrukkingen ‘tor-coulx’en ‘torty-colly’ heeft geleend. Erasmus prees hem voor zijn humanistische vaardigheden en politieke idealisme, evenals de 17e-eeuwse Tsjechische leraar Comenius (Jan Komenski) en Jan Kochanowski, de Poolse poëet van de 16e eeuw, die zowel in het Latijn als in zijn moedertaal schreef. Hij gebruikte Pannonius meer dan eens als een model, zichtbaar in zijn gedichtencyclus Treny, over de dood van zijn dochter Orszula, die de invloed laat zien van Pannonius’ elegie over de dood van zijn moeder, Barbara.
Op een meer populair niveau werd Pannonius het symbool van verloren glorie. In de 36 jaar tussen de dood van Matthias Corvinus en het verslaan van Lodewijk II door de Turken bij Mohács (1526) bleef de educatie in Hongarije op hoog niveau, maar al het andere raakte in verval. Matthias’ opvolger, Wladislaw II, en Wladislaws zoon Louis raakten de controle kwijt en de schatkist was leeg. Zelfs vóór Móhacs was er al een grote nostalgie naar de sterke regering van Matthias. Pannonius, als de beste dichter van die verloren tijd, riep geromantiseerde associaties op, zelfs als ze buiten het gebied van Matthias’ voormalige heerschappij lagen. Tegenstanders van de absolute monarchie zagen in hem een jonge held, die jong was gestorven terwijl hij vocht tegen koninklijke tirannie en Hongaarse protestanten waren gek op een aantal gedichten waarin hij de paus belachelijk maakte en de hebzucht van de Romeinse curia bekritiseerde als verdere bevestiging van hun eigen keus om het katholicisme af te wijzen.